# Pournoy-la-Grasse
Pournoy-la-Grasse – miejscowość i gmina we Francji, w regionie Grand Est, w departamencie Mozela.
Według danych na rok 1990 gminę zamieszkiwało 379 osób, a gęstość zaludnienia wynosiła 53 osoby/km² (wśród 2335 gmin Lotaryngii Pournoy-la-Grasse plasuje się na 678. miejscu pod względem liczby ludności, natomiast pod względem powierzchni na miejscu 820.).